# Silvia Pinto
Silvia Emiliana Pinto Torres (Santiago, 31 de mayo de 1937 - La Serena, 9 de diciembre de 1982) fue una periodista y política chilena. Entre mayo y septiembre de 1973 se desempeñó como diputada de la República; por el antiguo Departamento de Santiago.

## Familia
Era hija de Óscar Pinto López y Matilde Torres Puerta de Vera, y estuvo casada con el periodista Daniel Galleguillos, con quien tuvo tres hijas.

## Trayectoria profesional
Sus estudios secundarios los realizó en el Liceo Integral N.°2. Posteriormente estudió periodismo en la Universidad de Chile. Tras recibirse, trabajó como reportera de la sección Educación en el diario La Nación en 1959, desempeñando ese mismo cargo en El Mercurio entre 1965 y 1973. En 1970 formó parte del programa Reunión de prensa en Canal 9.
Tras el golpe militar, trabajó como agregada de prensa de la embajada chilena en Buenos Aires y, en 1975, retornó a su país para asumir la dirección del recién creado diario El Cronista, que reemplazó a La Patria y que existiría hasta 1980 para ser reemplazado por el relanzamiento de La Nación.
Formó parte del Colegio de Periodistas de Chile y en 1969 fue galardonada con el Premio Lenka Franulic, entregado por la Asociación Nacional de Mujeres Periodistas de Chile.

## Trayectoria política
En las elecciones parlamentarias de marzo de 1973, fue elegida diputada por la 7.ª agrupación departamental, primer distrito de Santiago, para el período 1973-1977, como representante del Partido Nacional. Formó parte de las comisiones de Integración Latinoamericana y Educación Pública, y de las comisiones especiales investigadoras encargadas de conocer el funcionamiento de las Juntas de Abastecimiento y Control de Precios y de recoger antecedentes sobre la reforma al sistema educacional propuesta por el presidente Salvador Allende.

## Muerte
Silvia Pinto se encontraba entre los 42 pasajeros que iban a bordo del vuelo 304 de Aeronor que se estrelló en las cercanías del Aeropuerto La Florida de La Serena el 9 de diciembre de 1982. Al igual que el resto de los ocupantes de la aeronave, Pinto falleció inmediatamente. La periodista iba en un viaje a Copiapó como asesora de prensa del Banco de Crédito e Inversiones.
De manera póstuma, ese mismo año se le otorgó el Premio Embotelladora Andina.

## Historial electoral

### Elecciones parlamentarias de 1973
- Diputados para la 7.ª Agrupación Departamental (Primer Distrito Metropolitano - Santiago)